# Louis Ernst Grünewald
Louis Ernst Grünewald (* 21. Juni 1851 in Hannover; † 18. April 1933 in Hannover) war ein deutscher Kaufmann und Aufsichtsratsvorsitzender der Vereinsbrauerei Herrenhausen. Gemeinsam mit seinem Sohn Friedrich Grünewald betrieb er 1906 die Fusion der beiden Brauereien Hannoversche Actien-Brauerei mit der Aktiengesellschaft Vereinsbrauerei Herrenhausen, der heutigen Privatbrauerei Herrenhausen.

## Leben

### Familie
Louis Ernst Grünewald war der Sohn des Tierarztes des Herzogs von Cambridge und einer geborenen Eichwede, deren Familie an der Bronzegießerei Bernstorff & Eichwede beteiligt war. Sein Sohn Friedrich Grünewald sollte später ebenfalls eine wesentliche Rolle in der Geschichte der Brauerei in Herrenhausen für sich beanspruchen.

### Werdegang
Louis Ernst Grünewald besuchte das Rats-Gymnasium in Hannover. Nach seinem Abitur diente er freiwillig für ein Jahr bei den Königs-Ulanen. Anschließend wurde er mit Erfolg als Kaufmann im Handel mit Leinen tätig, der gegen Ende des 19. Jahrhunderts noch eine bedeutende wirtschaftliche Rolle im Raum Hannover spielte.
1890 zog sich Grünewald aus seinen Geschäften mit Leinen zurück – er hatte den kommenden Rückgang dieses Wirtschaftszweiges vorausgesehen. Stattdessen setzte er auf die aufblühenden Brauereigeschäfte: 1891 trat er in die „Aktiengesellschaft Vereinsbrauerei Herrenhausen“ ein, während im selben Jahr das ehemalige Dorf Herrenhausen in die Stadt Hannover eingemeindet wurde.
Schon zwei Jahre später wurde Louis Ernst Grünewald 1893 in den Aufsichtsrat der Vereinsbrauerei gewählt. Zugleich war Grünewald beteiligt an der Uelzener Bierbrauerei-Gesellschaft, in der sein Sohn Friedrich ab 1899 anfänglich tätig wurde. Nachdem Friedrich in die Hannoversche Actien-Brauerei gewechselt hatte, vollzogen der Vater für die Vereinsbrauerei in Herrenhausen und der Sohn als Direktor der Actien-Brauerei 1906 die Fusion der beiden Brauereien. Für das nun größere Unternehmen wurde Friedrich Grünewald ebenfalls Direktor.
Louis Ernst Grünewald, Aufsichtsratsvorsitzender bis zu seinem Tode, starb am 18. April 1933.